# Instituto de Enseñanza Superior en Lenguas Vivas Juan Ramón Fernández
El Instituto de Enseñanza Superior en Lenguas Vivas «Juan Ramón Fernández» es una institución pública de gestión estatal de la Ciudad de Buenos Aires, República Argentina. Fue fundado el 10 de febrero de 1904 por Decreto que firman el presidente, General Julio A. Roca y su ministro de Instrucción Pública, Dr. Juan Ramón Fernández en el cual se comienza a denominar "Escuela Normal para el profesorado en lenguas vivas". Es la primera institución educativa pública del país orientada a la formación docente en lenguas extranjeras. Comúnmente se lo conoce como "Lenguas Vivas", IES en Lenguas Vivas o por la sigla IESLVJRF.

## El instituto
El Lenguas Vivas tiene alrededor de 3 000 alumnos inscriptos en el conjunto de sus ciclos formativos. Cuenta con un Nivel Superior de formación de docentes y traductores en alemán, francés, inglés y portugués. Al Nivel Superior se le suma el Departamento de Aplicación del instituto para la formación docente, que abarca los niveles Primario y Secundario, ambos con intensificación en lenguas extranjeras.
Asimismo, el Instituto dispone de un lectorado de alemán y otro de portugués, patrocinados respectivamente por el Servicio Alemán de Intercambio Académico (DAAD) y el Instituto Camões.
El Lenguas Vivas colabora en diversas áreas con la Universidad de Buenos Aires y dispone de un programa de investigación en el campo de las lenguas extranjeras y la traducción, con proyectos anuales, y un Seminario Permanente de Estudios de Traducción (SPET), además de ser sede de congresos internacionales de formación e investigación en lenguas extranjeras y en traducción.
Entre otros recursos, el Lenguas Vivas está dotado de un Departamento de Comunicación Educativa (DECOED) con laboratorios de idiomas, una mediateca, así como una sala de informática para alumnos y docentes del Nivel Superior, y otra para alumnos y docentes del Departamento de Aplicación de los niveles primario y secundario. También está dotado de una biblioteca central plurilingüe con alrededor de 50 000 volúmenes, y de bibliotecas especializadas, como la Biblioteca Pedagógica donada por la Embajada de Francia, la Biblioteca del Instituto Camões, la Biblioteca de Alemán y la Biblioteca Infantil "La cueva de las letras".
El Instituto también ofrece cursos de lenguas extranjeras a la comunidad con el programa denominado Actividades de Extensión del Nivel Superior (AENS)  que incluye cursos de distintos niveles de alemán, árabe, chino, castellano para extranjeros, francés, inglés, italiano, japonés, portugués y ruso.
El Lenguas Vivas es, junto con el Instituto Superior del Profesorado Dr. Joaquín V. González, la institución de mayor prestigio en la enseñanza de idiomas extranjeros en la ciudad de Buenos Aires, y una de las más prestigiosas del país.

### El edificio

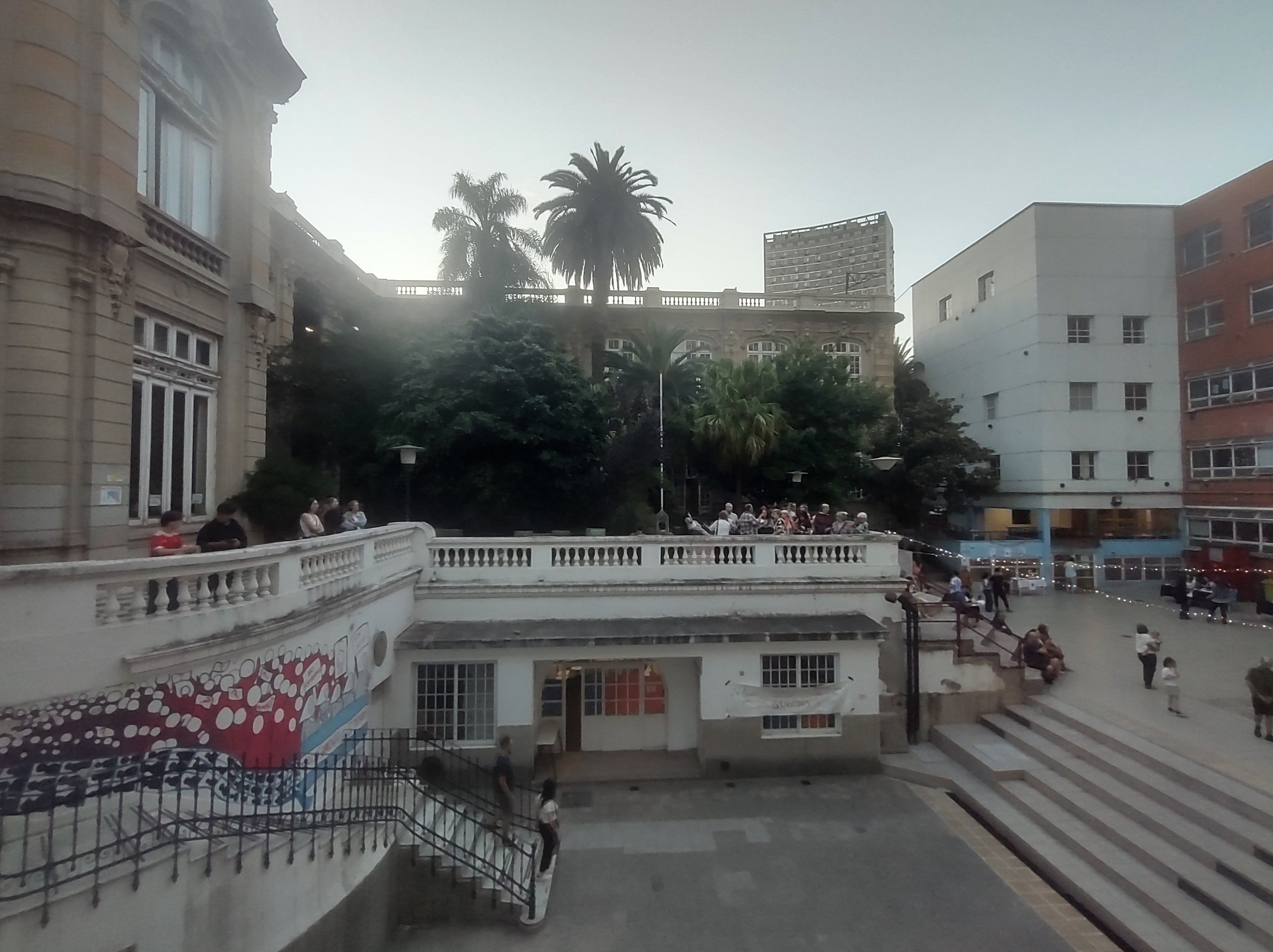
Patio rodeado del viejo y nuevo edificio

El edificio original se ubicaba en la esquina de las calles Esmeralda y Sarmiento de la Ciudad de Buenos Aires hasta 1962, en que un derrumbe del edificio lindero arrastró parte de las aulas, y luego de un período de reorganización en 1963, el Instituto se trasladó a una mansión de estilo francés de principios de siglo que había sido la residencia de la familia Saavedra Zelaya, en la calle Carlos Pellegrini 1455, que es el ingreso real a la mansión. A la inauguración de abril de 1963 asistieron el ministro de Educación y Justicia Alberto Rodríguez Galán y los Embajadores de Francia, Gran Bretaña y Portugal. El actual acceso es por Carlos Pellegrini 1515.
La propiedad, que había sido adquirida por la familia Saavedra Zelaya en 1865, fue vendida en subasta judicial al Estado Nacional en 1948. El representante del Estado en la transacción fue designado por decreto del Poder Ejecutivo firmado por el presidente Juan D. Perón. La residencia fue utilizada como mesa de entrada del Ministerio de Cultura y Educación hasta el traslado del Lenguas Vivas.
Cuando el Estado compró la mansión, quedaron excluidos la capilla, altares, imágenes y reclinatorios que fueron donados al Pequeño Cottolengo Argentino de Don Orione.
En 1993, las instalaciones del Lenguas Vivas se ampliaron con un nuevo edificio, dispuesto frente al antiguo en torno a un patio central y sede actual de los niveles primario y secundario. El nuevo edificio había sido planificado en la década de 1980 dado el número cada vez mayor de alumnos y actividades.

## Historia

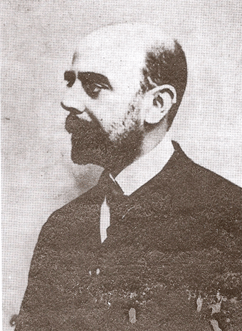
El médico Juan Ramón Fernández, ministro de Instrucción Pública que creó el Profesorado en Lenguas Vivas en 1904

Por decreto firmado por el entonces presidente José Evaristo Uriburu y su Ministro de Instrucción Pública, Antonio Bermejo, en 1895 se fundó la Escuela Normal de Mujeres N.º 2 , sita en el cruce de las calles Esmeralda y Sarmiento, de la ciudad de Buenos Aires, donde se impartieron por primera vez cursos de profesorado que incluían la enseñanza de lenguas vivas. Los informes enviados por la directora de la escuela entre 1902 y 1904, Dolores de las Carreras, relativos al éxito educativo obtenido en la enseñanza del inglés en primero y segundo grado impresionaron de tal modo al nuevo Ministro de Instrucción Pública, Juan Ramón Fernández, que éste decidió reogarnizar el sistema nombrando inspectores en el área e incorporó especialistas en diversos métodos de enseñanza de idiomas extranjeros. En 1903, el ministro eligió la Escuela Normal de Mujeres n.º 2 para formar a las primeras profesoras en lenguas vivas del país y, finalmente, el 10 de febrero de 1904, por decreto del presidente Julio Argentino Roca y el propio Juan Ramón Fernández, se dispuso la fundación de una institución especializada con el nombre de «Escuela Normal de Profesorado en Lenguas Vivas». Inicialmente, el Lenguas Vivas dedicó especial atención a la enseñanza del francés y el inglés en los ciclos primario y medio, y fue la primera institución argentina en enseñar estos idiomas como materia de promoción dentro del sistema escolar. Asimismo, organizaba cursos de idiomas extranjeros para adultos. En 1906 egresó la primera promoción de la institución y doce alumnas recibieron el título de profesoras, seis de francés y seis de inglés.

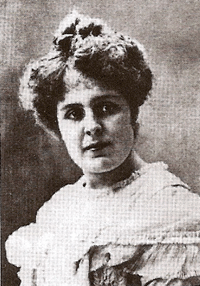
Dolores de las Carreras, impulsora de la enseñanza en lenguas vivas en la educación pública argentina

El 3 de junio de 1916 se crea la Asociación Exalumnas del Profesorado en Lenguas Vivas con el objetivo de continuar los vínculos entre las egresadas y la institución, costear becas, organizar cursos a cargo de las exalumnas.

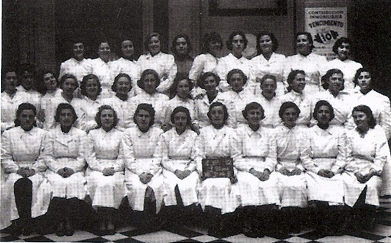
Alumnas del Lenguas Vivas en la década de 1950

En 1925, por decreto del presidente Marcelo Torcuato de Alvear, se añadió «Juan Ramón Fernández» al nombre de la institución en homenaje a su fundador, y en 1928 recibe el nombre de Instituto Nacional del Profesorado en Lenguas Vivas «Juan Ramón Fernández» y sus siglas INPLV figuraban en el escudo de cuadrantes azul y rojo alternados, divididos por una cruz dorada, junto con la leyenda "Ad altiora tendimus" que significa "tendemos hacia la perfección". Fue en esta época que la institución contó entre sus docentes a la poetisa Alfonsina Storni. 
En 1938 por Decreto 22.666/38 se establece el régimen de ingreso a los institutos de Lenguas Vivas en el que se incluye una prueba de aptitud idiomática. En 1953 por Decreto N.º 3911 se reestructura el plan de estudios del profesorado.
En 1954 le fueron transferidas las secciones de Italiano y Portugués del Instituto Nacional de Profesorado de Secundario y se reestructuraron los planes de estudio de los profesorados de francés e inglés, de manera que el Lenguas Vivas pasó a cubrir un amplio espectro de la formación del profesorado en lenguas para las escuelas primarias y secundarias.  El profesorado de italiano funcionó solo dos años en el Instituto y por Decreto N.º 7175/56, nuevamente se traslada al Instituto Nacional del Profesorado Secundario. En 1957, se publicó el primer número de la revista de la institución, Lenguas Vivas, dedicada a temas relacionados con las lenguas extranjeras y el español, que se editó hasta 1971. 
En 1963, por Decreto N.º 1654/63 del Ministro de Educación, pasó a denominarse Instituto Nacional de Enseñanza Superior en Lenguas Vivas «Juan Ramón Fernández».
El Lenguas Vivas se caracterizó por sus avanzados métodos pedagógicos y sus innovaciones. En 1939, fue el primero en Argentina en introducir métodos auxiliares mecánicos en la enseñanza de idiomas y, en 1961, también fue el primero en introducir un laboratorio de idiomas. En 1964 inician las carreras de especialización, con diploma oficial, para Profesorados de Francés e Inglés. En 1967, creó un archivo sonoro que registraba las voces de poetas, escritores y actores, argentinos y extranjeros, el «Archivo de la palabra». En 1971, introdujo un traductorado literario y científico-técnico y un interpretariado entre sus carreras, las primeras de este tipo en el país, con un notable impacto en la formación en lenguas extranjeras y traducción, puesto que, hasta entonces, sólo existía como carrera en Argentina la traducción pública y los intérpretes debían formarse en el extranjero.
Entre los profesores, personalidades destacadas, que dictaron materias en esos profesorados se encuentran Jorge Guillermo Borges, Jaime Rest, Bertil Malmberg, Luis J. Zanotti, entre otros.
En 1968 el Instituto deja de formar a maestras normales. Hasta 1988 los Departamentos de Aplicación, Nivel Primario y Nivel Medio, solo contaban entre sus alumnos a mujeres. En ese mismo año ingresan alumnos varones a primer grado de la escuela primaria y en 1995 al primer año del Nivel Medio.
En 1971 inician nuevas carreras: el Profesorado para Enseñanza Primaria de Inglés y Francés, el Traductorado en Inglés en las especialidades Literario y Técnico-Científico, el Traductorado literario y técnico-científico, el Traductorado literario y Técnico-Científico en Francés y el Interpretariado en Inglés.
Con el curso del tiempo, junto con la consolidación de su prestigio académico, el Lenguas Vivas fue modificando su organización institucional, ampliando y modificando su oferta educativa en carreras y lenguas, renovando metodologías de enseñanza, incorporando nuevos recursos técnico-pedagógicos, y sirviendo incluso de modelo para otras instituciones de formación en lenguas extranjeras.
En 1983 se crea el Profesorado y el Lectorado en Alemán.
En 1992, por la política de descentralización educativa implementada por el gobierno nacional durante la década de los ’90, se estableció un esquema de gobierno y administración del sistema educativo nacional basado sobre la acción directa de las jurisdicciones y la acción indirecta del Estado Nacional (Ley de Transferencia N.º 24.049, Ley Federal de Educación N.º 24.195). De esta manera, el Gobierno de la Ciudad de Buenos Aires (GCBA) tuvo que hacer frente a la transferencia de los servicios educativos radicados en su jurisdicción, firmando el Convenio de Transferencia el 19 de febrero de 1992. En 1994 el IESLVJRF dejó de depender del Ministerio de Educación nacional y fue transferido al Gobierno de la Ciudad de Buenos Aires, adoptando su nombre actual. 
En 2000 comienza la segunda etapa de la revista Lenguas Vivas que va a modificar sutilmente su nombre para Lenguas V;vas. Desde el año 2015, la revista tiene un suplemento llamado “El Lenguas”: Proyectos Institucionales”.

## Nivel Primario
El Nivel Primario con intensificación en lenguas extranjeras, Departamento de Aplicación del Nivel Superior del Lenguas Vivas, desarrolla sus actividades en el turno tarde, en jornadas de cuatro horas y media (jornada simple). Se compone de siete grados correspondientes al plan de la Educación General Básica de la República Argentina. Cada grado a su vez dispone de dos divisiones: A y B. Las materias cursadas son Matemáticas, Prácticas del Lenguaje, Ciencia Sociales, Ciencias Naturales, Educación Tecnológica, Artes (Educación Musical, Educación Plástica), Educación Física, Lengua Extranjera (Inglés o Francés), y Formación Ética y Ciudadana.

## Nivel Medio
El Nivel Medio ofrece las orientaciones Bachillerato en lenguas con intensificación en idioma extranjero, Bachillerato en matemática y física con intensificación en idioma extranjero, Bachillerato en ciencias sociales y humanidades con intensificación en idioma extranjero y Bachillerato bilingüe. 
Los alumnos reciben una educación fuertemente articulada con la especificidad del Instituto: la formación en lenguas extranjeras. En este sentido, en el Diseño Curricular se organizan bloques de la siguiente manera 1) Profundización en lengua adicional “A”; 2) Lengua adicional “B”; 3) Lengua adicional “C” y 4) Lengua y cultura. En nuestra escuela las lenguas adicionales que se enseñan son alemán, francés, inglés o portugués. 
Para ingresar al nivel medio, los alumnos provenientes de otras escuelas primarias deben rendir un examen de ingreso del idioma que quieran cursar. Para ser aceptados, los postulantes tienen que superar un promedio aproximado de 70 % de respuestas correctas, aunque el valor puede cambiar según la cantidad de aspirantes para el siguiente año lectivo. 
Durante primer y segundo año las materias cursadas son Matemáticas, Lengua y Literatura, Ciencia Biológicas, Historia, Cultura Musical, Latín, Idioma, Educación Física, Educación Cívica, Educación Plástica, Actividades Prácticas, y Geografía. En tercer año se elimina la materia Actividades Prácticas, que se reemplaza por Contabilidad y por Elementos de Física y Química. A partir de cuarto año, los cursos se dividen en cuatro divisiones, tres donde se imparte bachillerato con orientación en Lenguas Vivas, con intensificación en idiomas extranjeros, y una donde se imparte bachillerato con orientación en Ciencias Físico-matemáticas, también con intensificación en idiomas extranjeros.
Los alumnos que se gradúan con un promedio igual o mayor a 8 en los dos últimos años en la segunda lengua pueden ingresar directamente a las carreras de Profesorado del nivel superior. Para ingresar en las carreras de Traductorado, deben rendir el examen de español.

## Nivel Superior

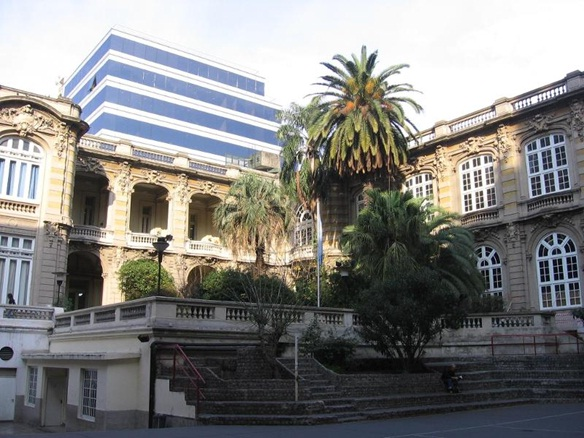
Edificio del Nivel Superior del Lenguas Vivas

El Nivel Superior ofrece las carreras de Profesorado en Alemán, Francés, Inglés o Portugués de cuatro años de duración; Profesorado de Educación Superior en Alemán, Francés, Inglés y Portugués de cinco años de duración; y Traductorado en Alemán, Francés, Inglés o Portugués. En el caso del Traductorado de Inglés hay tres orientaciones opcionales: Traductor Científico Técnico en Inglés, Traductor Literario y Audiovisual en Inglés e Intérprete Inglés - Español. Las carreras cuentan con diversos programas de becas, intercambios y pasantías, tanto nacionales como internacionales.
Además de las carreras de grado, el Instituto ofrece actividades de formación como la adscripción a cátedras  para profesores en lenguas extranjeras y traductores; dos postítulos, Especialización Docente de Nivel Superior en Interculturalidad y Enseñanza de Español como Lengua Segunda y Extranjera (IELSE) y Especialización Técnica en Interpretación de Conferencias en la Lengua: Alemán o Francés o Inglés o Portugués (ETIC); y maestrías a distancia en convenio con diversas universidades extranjeras en las áreas de educación y ciencias del lenguaje.
El Postítulo IELSE propone una formación destinada a los profesionales que trabajan con población migrante o extranjera, con alumnos de las escuelas de la Ciudad de Buenos Aires cuya lengua materna es diferente del español o cuya variedad dialectal es particularmente distante del español rioplatense o con los modelos bilingües orientados a alumnos sordos que requieren de aproximaciones al español propias también de los enfoques de enseñanza de segundas lenguas. Un objetivo fundamental de esta formación es priorizar la relación entre la lengua, la interculturalidad y los contextos de enseñanza y aprendizaje.
El Postítulo ETIC está dirigido a profesionales para desempeñarse en instituciones públicas y privadas y organizaciones nacionales e internacionales cuya demanda principal de interpretación se manifieste en los siguientes ámbitos: organismos gubernamentales y no gubernamentales, instituciones del Mercosur, instituciones educativas y de investigación, ámbitos ministeriales, parlamentarios y protocolares.

## Organización y gobierno

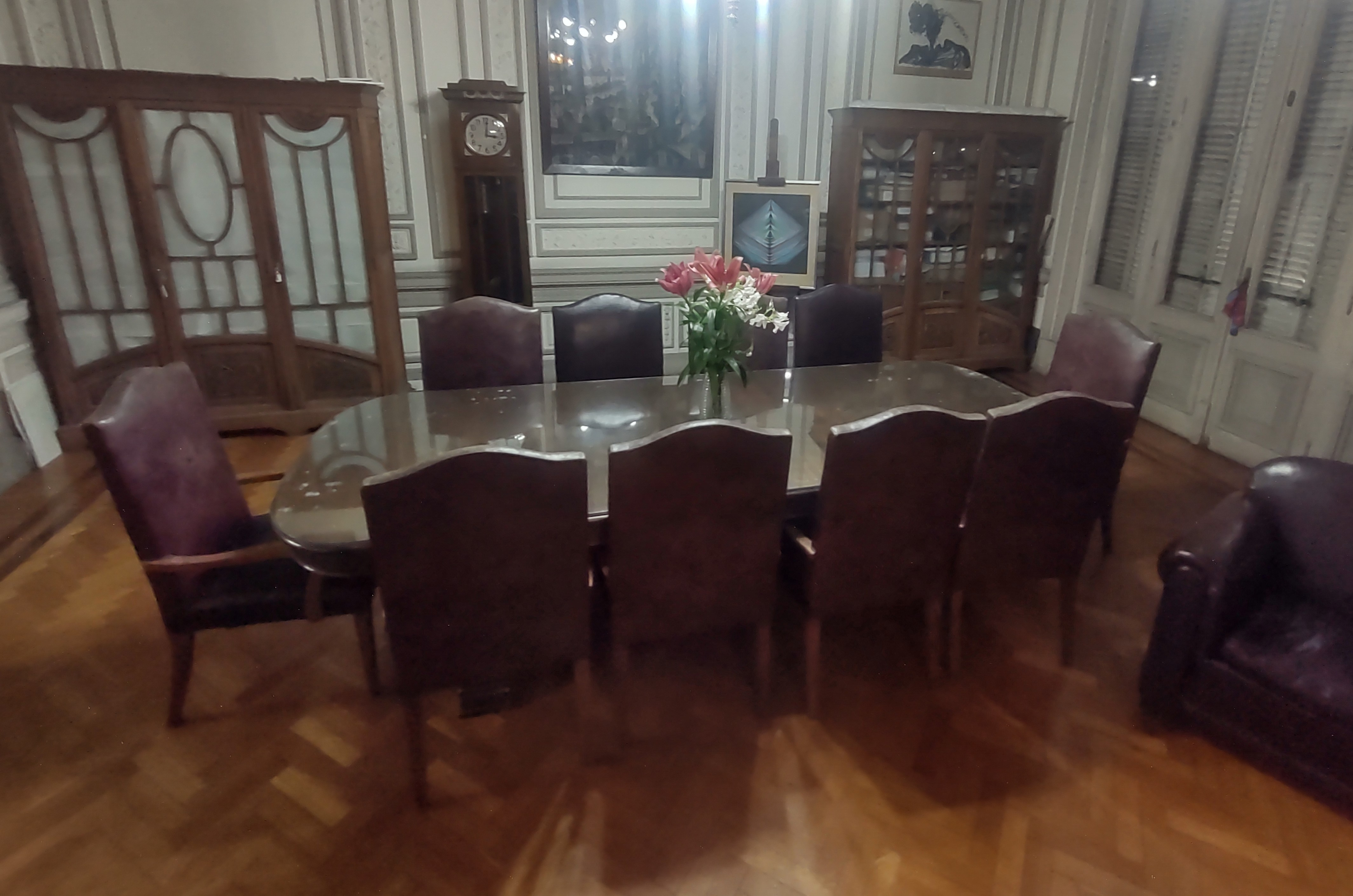
Sala de reuniones

El Lenguas Vivas goza de autonomía orgánica dentro del sistema educativo público de la ciudad de Buenos Aires y su gobierno es ejercido por el Rector, dos Vicerrectores y el Consejo Directivo, este último formado por nueve profesores titulares, ocho estudiantes, un graduado y un administrativo. Los cargos son electivos y periódicos. Académicamente, el Lenguas Vivas está dividido en cuatro departamentos, cada uno correspondiente a un idioma: alemán, francés, inglés y portugués. 
En 1957 por Decreto 4205/57 se aprueba el Reglamento Orgánico Institucional (ROI) entró en vigor en 1961, y fue suspendido entre 1976 y 1982 por la dictadura militar que gobernó el país durante este período. Con el regreso de la democracia, el Reglamento Orgánico fue reformado para introducir el cogobierno de los estudiantes y los graduados.La última moficación al ROI fue realizada en 2015.

## Autoridades
| Apellido y Nombre                       | Cargo                 | Asunción | Cese |
| --------------------------------------- | --------------------- | -------- | ---- |
| Menéndez, Ángela                        | directora             | 1895     | 1902 |
| De las Carreras, Dolores                | directora             | 1902     | 1904 |
| Recalt, Inés                            | directora             | 1904     | 1925 |
| Mañé Sanders, Nélida                    | directora             | 1925     | 1948 |
| Bassi de Souto, Rina                    | directora             | 1948     | 1955 |
| Mañé Sanders, Nélida                    | directora             | 1955     | 1956 |
| Urquijo, Elena                          | delegada interventora | 1956     | 1962 |
| Urquijo, Elena                          | rectora               | 1962     | 1964 |
| Rezzano de Maerini, María Clotilde      | rectora               | 1964     | 1964 |
| Moure de Vicien, Rosa                   | rectora               | 1964     | 1968 |
| Passeron, María Elena                   | rectora               | 1969     | 1976 |
| Vanbiessem de Burbridge, Martha         | rectora               | 1976     | 1984 |
| Moure de Vicien, Rosa                   | rectora               | 1984     | 1985 |
| Walsh de Montaron, Sheila               | rectora               | 1985     | 1987 |
| Lascurain, Elena                        | vicerrectora          | 1985     | 1987 |
| Lascurain, Elena                        | rectora               | 1987     | 1989 |
| Samengo de Gasso, Lucila Cristina Juana | vicerrectora          | 1987     | 1989 |
| Samengo de Gasso, Lucila Cristina Juana | rectora               | 1989     | 1993 |
| Pomares de Pezzutti, María Adelina      | vicerrectora          | 1989     | 1993 |
| Pomares de Pezzutti, María Adelina      | rectora               | 1993     | 2002 |
| Gurovich, Susana Martha                 | vicerrectora          | 1993     | 2002 |
| Cañás de Davis, María Teresa            | vicerrectora          | 1993     | 2002 |
| Cañás de Davis, María Teresa            | rectora               | 2002     | 2005 |
| Brea de Cárrega, Zulema                 | vicerrectora          | 2002     | 2005 |
| Jaeger, Alfredo Ricardo                 | vicerrector           | 2002     | 2005 |
| Cañás de Davis, María Teresa            | rectora               | 2005     | 2007 |
| Méndez, Martha                          | vicerrectora          | 2005     | 2007 |
| Fernando Lasala                         | vicerrector           | 2005     | 2007 |
| Sábato, Celia                           | delegada interventora | 2007     | 2007 |
| Méndez, Martha                          | rectora               | 2007     | 2008 |
| Bompet, Isabel                          | rectora               | 2008     | 2013 |
| Leoni, Alejandra                        | vicerrectora          | 2008     | 2013 |
| Pelaia, Nora                            | vicerrectora          | 2008     | 2013 |
| López Cano, Paula María                 | rectora               | 2014     | 2017 |
| Sosa, Nélida Noemí                      | vicerrectora          | 2014     | 2017 |
| Bogossian, Miriam                       | vicerrectora          | 2014     | 2016 |
| Ferreyra Fernández, Daniel              | vicerrector           | 2016     | 2017 |

## Archivo histórico
El IES en Lenguas Vivas “Juan Ramón Fernández”, con sus 113 años de historia como institución pionera en la enseñanza de lenguas extranjeras, constituye una pieza fundamental en la historia educativa de nuestro país. El Instituto cuenta con un Fondo Documental importante que ha sido organizado, en una primera etapa, con la colaboración del Museo Roca a través del Programa Patrimonio y Educación. En esa primera etapa se trabajó en la organización de dicho fondo documental, realizando el inventario correspondiente y tomando las medidas necesarias para el guardado y conservación de objetos y documentos. Este valioso fondo cuenta con una importante colección de fotografías que han sido digitalizadas y material audiovisual que se pueden consultar con libre acceso en su sitio web.
El proyecto también permitió poner en valor los bienes encontrados y organizarlos en un espacio dentro del establecimiento constituyéndose de esta manera el Museo del “Lenguas Vivas”, que refleja la evolución de la enseñanza de lenguas extranjeras a través de la historia de la institución.
En los años 2016 y 2017 la institución participó en el programa de la Noche de los Museos. Esta actividad posibilitó mostrar a la comunidad mobiliario, recursos didácticos, libros históricos, obras de arte, fotografías antiguas del edificio matriz, una selección de imágenes del Fondo Documental y vitrinas con objetos históricos que forman parte del patrimonio educativo. Además se realizaron numerosas actividades culturales y académicas. En 2017 visitó nuestra institución parte del equipo de Huellas de la Escuela que recorrió la escuela participando de las diferentes propuestas durante la Noche de los Museos.